# 로스 파리엔테스 포브레스
《로스 파리엔테스 포브레스》(스페인어: Los parientes pobres)은 1993년 방영된 멕시코의 텔레노벨라이다.